# Молотине (Брянська область)
Молотине (рос. Молотино) — присілок в Брянському районі Брянської області Російської Федерації.
Населення становить 577 осіб. Входить до складу муніципального утворення Новосельське сільське поселення.

## Історія
Від 2005 року входить до складу муніципального утворення Новосельське сільське поселення.

## Населення
| 2010 | 2013 |
| ---- | ---- |
| 634  | ↘577 |